# Selección de hockey sobre hielo sub-20 de los Países Bajos
La selección de hockey sobre hielo sub-20 de los Países Bajos es el equipo nacional de hockey sobre hielo sub-20 de los Países Bajos. El equipo representa los Países Bajos en el Campeonato Mundial Juvenil de Hockey sobre Hielo.